# Voyage to Venus (album)
Voyage to Venus is het vierde studioalbum van Michael Shipway. Shipway vormt samen met Steve Smith de band Volt. Voyage to Venus is gebaseerd op het sciencefictionverhaal rondom Dan Dare, Piloot van de toekomst. Ter illustratie is een klein uittreksel van het originele verhaal meegeprint in het compact discboekje. De elektronische muziek die gespeeld wordt is bijna gelijk aan die van Volt, ritmisch ondersteunde muziek met volop melodie, in de stijl van Tangerine Dreams Force Majeure en Tangram. Het verschil met Volt zit in het gebruik van de gitaar. Op het album zijn originele fragmenten te horen van de serie, die in de jaren '90 is uitgezonden door de BBC. De hoes is een directe verwijzing naar de jaren '50.

## Musici
- Michael Shipway – synthesizers, gitaar

## Muziek
| Nr. | Titel                                | Duur |
| --- | ------------------------------------ | ---- |
| 1.  | Kingfisher                           | 8:15 |
| 2.  | Mekonta                              | 6:09 |
| 3.  | Silicon mass                         | 6:43 |
| 4.  | The jungle                           | 5:17 |
| 5.  | The Mekon (aartsvijand van Dan Dare) | 5:52 |
| 6.  | Turning blue                         | 7:56 |
| 7.  | Submariner                           | 8:20 |
| 8.  | Kargaz                               | 4:26 |
| 9.  | Invasion                             | 4:14 |
| 10. | Victory                              | 7:02 |